# 白金頻段
白金頻段（日语：プラチナバンド、Platinum frequency bands, ）在日本也被稱為（黃金頻段），是日本800MHz附近的頻率範圍的稱呼。

## 概要
自700MHz到900MHz的電波頻率範圍在日本被稱作白金頻段，由一個專門調查總務省所推行的電波使用費制度的研究小組所定義；而日經BP社將其定義為黃金頻段。
在這個頻率範圍，因為電波繞射的特點所以容易於小型設備上安裝該頻段的天線，以此來看特別適合用於行動電話等通訊裝置。因此，該頻率被很多企業所持有，空閒的頻段非常稀少，所以有物以稀為貴的意涵在裡面。也因此，本頻段的基站也比其他頻段的基站之建設費更高。